# Raiden (игра)
Raiden (яп. 雷電) — компьютерная игра в жанре вертикального скролл-шутера, первоначально выпущенная в виде аркадного автомата в 1990 году компанией Seibu Kaihatsu. Стала родоначальником одноимённой серии игр. Дистрибьюторами игры были Tecmo (Япония), Fabtek (Северная Америка) и другие компании в разных странах мира.
В переводе с японского название игры означает «гром и молния», под этим именем выпускался японский истребитель Второй мировой войны.

## Сюжет
В 2090 году Земля становится целью удара инопланетных пришельцев — кранассиан. После вторжения Всемирный Военный Альянс (англ. World Alliance Military) разрабатывает передовое оружие: сверхзвуковой истребитель «Райден» — единственную надежду человечества на выживание. Вылетая с захваченного корабля пришельцев, игрок должен уничтожать многочисленные группы врагов.

## Игровой процесс
Raiden состоит из восьми миссий — прокручиваемых сверху вниз карт, наполненных вражескими роботами, зданиями, наземными и воздушными целями. Для атаки доступны ракеты и бомбы, усиливаемые с помощью подбираемых улучшений. Также для набора очков после уничтоженных врагов остаются медали. При взрыве самолёта игрока враги получают повреждения разлетающимися осколками.
После победы над боссом восьмой миссии игра возвращается к самому началу, но враги становятся быстрее и стреляют чаще. За прохождение полного круга игрок получает 1 000 000 очков.

## Версии
Raiden был портирован на платформы FM Towns, PC Engine, Atari Jaguar, Atari Lynx, Super NES, Sega Genesis, Amiga (в продажу не поступила), MS-DOS и мобильные телефоны. Для MS-DOS игру адаптировали Найджел Конрой, Стив Каллен и Мартин Рэндалл под руководством Мартина Хули. Компания Imagitec Design подготовила версию для Atari Falcon.
На SNES, Genesis и FM Towns игра вышла под названием Raiden Trad или Raiden Densetsu (яп. 雷電伝説) в Японии, причины этого решения неизвестны. Как в случае многих портированных игр, выпускаемых несколькими независимыми издателями, версии для разных платформ заметно отличались друг от друга.

### Raiden Project
The Raiden Project, изначально вышедшая в Японии как Raiden Project (яп. 雷電プロジェクト) — версия игр Raiden и Raiden II для PlayStation, ставшая на этой системе одной из первых игр. Этот случай стал единственным появлением Raiden II на приставках, и в отличие от других платформ игра полностью копировала исходную версию для аркадного автомата.
Версия игры Raiden из проекта доступна для скачивания в Japanese PlayStation Network и может работать как на PlayStation 3, так и на PlayStation Portable.

## Саундтрек
В 2006 году компания Insanity Naked Hunter выпустила оригинальный саундтрек игр Raiden на 3 CD. В него вошли композиции из версии Raiden и Raiden II для аркадного автомата и PlayStation, Raiden DX для аркадного автомата и Raiden Densetsu для FM Towns.

## Оценки и влияние
Electronic Gaming Monthly оценил версию игры для Atari Jaguar в 6 из 10 баллов. Все четверо обозревателей согласились, что игра идентична аркадной версии, но разошлись в оценке качества: двое считали, что Raiden «выше среднего» тогда так оставшиеся назвали её посредственной, указав, что самолёт перемещается слишком медленно, враги сливаются с фоном, а графика не использует возможности платформы. Журнал GamePro также критиковал игру за несовременность, отмечал низкую скорость истребителя и недоработанную графику. Итоговым заключением стало, что Raiden не подходит для такой мощной системы, как Atari Jaguar.
У игроков Raiden пользовался успехом, что стало причиной выпуска нескольких продолжений игры.